# Berlin-Konradshöhe
Konradshöhe is een stadsdeel van de Duitse hoofdstad Berlijn en behoort tot het noordwestelijke district (Verwaltungsbezirk) Reinickendorf. 

## Ligging
Het stadsdeel ligt in het westen van het district en heeft met de Havel een natuurlijke grens met het tegenoverliggende district Spandau. In het noorden en oosten grenst het aan Tegel, meer bepaald aan het Tegeler Forst, een groot bos. In het zuiden ligt de wijk Tegelort. Het stadsdeel is vrijwel volledig volgebouwd. 

## Geschiedenis
Het gebied was lange tijd onbebouwd. In 1865 werd er een kopermolen gebouwd door Theodor Rohmann, die het gebied Conradshöhe noemde, naar zijn zoon. Omdat de metaalhandel niet floreerde werd de kopersmelterij in 1891 omgebouwd tot restaurant. Door de verkoop van enkele percelen ontstond er een kleine nederzetting. Konradshöhe was geen zelfstandige gemeente maar behoorde tot de gemeente Heiligensee, die in 1920 werd opgenomen in Groot-Berlijn. 

## Verkeer
In 1913 werd de tramlijn in gebruik genomen van Heiligensee tot in Tegelort. In 1920 werd deze lijn in het Berlijnse tramnetwerk opgenomen als lijn 28. Op 31 mei 1958 werd de tram gesloten. Sindsdien bedienen buslijnen het afgelegen gebied. Er zijn ook geen bruggen over de Havel waardoor Spandau, wel is er overdag een autoveerpont naar Hakenfelde. 
Borsigwalde |
Frohnau |
Heiligensee |
Hermsdorf |
Konradshöhe |
Lübars |
Märkisches Viertel |
Reinickendorf |
Tegel |
Waidmannslust |
Wittenau